# Ђеновски метро
Ђеновски метро је систем лаког брзог транзита који се састоји од једне линије која повезује центар Ђенове са предграђем Ривароло Лигуре, северозападно од центра града. Услугом тренутно управља Azienda Mobilità e Trasporti (АМТ), која обезбеђује јавни превоз за град Ђенову. 

## Историја
Почеци метроа у Ђенови датирају од почетка двадесетог века; 1907. Карло Пфалц, био је први који је истражио изградњу подземне железнице са електричном вучом. Неколико пројеката, укључујући онај инжењера Анђела Масарда и Ренца Пикаса (1911. и 1930.), предложено је без реализације. Уместо тога, изграђен је трамвајски систем који је напуштен 1966.   Једини покушај да се уведе алтернативно превозно средство учињен је поводом Међународне изложбе морске и поморске хигијене 1914. Инфраструктура је тада напуштена и коначно срушена 1918. године.
Прва деоница, отворена 13. јуна 1990. у току Светског првенства у фудбалу 1990., између станица Брин и Динегро.  Линија је продужена 1992,  2003,  2005,  и 2012. 
Од 2024. грађани Ђенове могу бесплатно да користе метро без икаквих временских ограничења. 

## Будућност
У марту 2018, италијанска влада је најавила инвестицију за проширење једне станице на оба краја пруге. Поред тога, биле би купљене још три возне гарнитуре за смештај проширења. 
Планирано је да крак на западу буде завршен до 2026. или 2027. Ово проширење би било у потпуности под земљом са процењеним трошковима изградње од 400 милиона евра.  Предложена је и повишена линија која иде северно од Бригнолеа, која се назива СкиТрам. 